# Whatever She Wants
Whatever She Wants è un singolo del cantante statunitense Bryson Tiller, pubblicato il 13 febbraio 2024 come secondo estratto dal suo quarto album in studio eponimo.

## Antefatti
Il brano era stato originariamente pubblicato da Tiller su SoundCloud come parte del secondo mixtape della serie di Slum Tiller durante novembre 2023 e aveva ottenuto ottime reazioni da parte dei fan, portando Tiller a pubblicarlo sui servizi di streaming con l'aggiunta di un outro di trenta secondi.

## Descrizione
Il brano, prodotto da TylianMTB, campiona Intro di Orion Sun e si discosta dal sound R&B tipico di Tiller, che nella traccia tende invece a rappare. A livello di testi, Tiller parla di come continui a comprare oggetti e vestiti costosi per la donna che ama.

## Video musicale
Il video musicale ufficiale del brano è stato pubblicato sul canale YouTube di Tiller in concomitanza con l'uscita del singolo e vede Tiller che, dopo essere andato in vari negozi di lusso, passa una serata in uno strip club.

## Classifiche
| Classifiche (2024) | Posizione massima |
| ------------------ | ----------------- |
| Australia          | 31                |
| Canada             | 20                |
| Irlanda            | 34                |
| Nuova Zelanda      | 26                |
| Regno Unito        | 16                |
| Stati Uniti        | 19                |
| Svizzera           | 100               |